# Konspirační teorie o nahrazení Melanie Trump

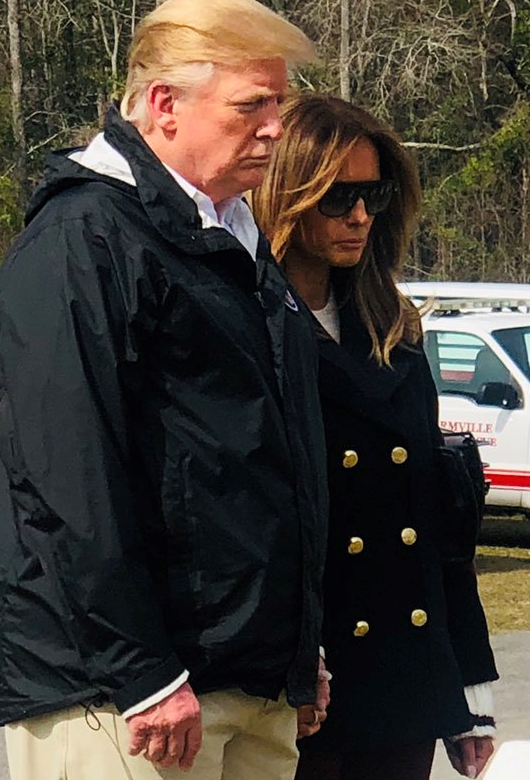
Donald a Melania Trumpovi v Alabamě, březen 2018. Někteří se domnívají, že žena na snímku není skutečná Melania.

V roce 2017 se na internetu objevila konspirační teorie, že tehdejší první dáma Spojených států Melania Trumpová byla nahrazena nebo občas nahrazována dvojníkem a že „skutečná “Melania je buď mrtvá, odmítá se účastnit příležitostných akcí, nebo zcela odešla z veřejného života. Příznivci této teorie tvrdí, že mezi původní a údajnou „náhradní“ Melanií jsou fyzické rozdíly v rysech obličeje, tělesných rozměrech nebo chování a že se změnil i jazyk prezidenta Donalda Trumpa, když mluvil o své ženě.
Teorie se objevily v několika obdobích během Trumpova prezidentství, zejména v říjnu 2017, květnu až červnu 2018, březnu 2019, a říjnu 2020. Sám Trump se k teorii vyjádřil prostřednictvím tweetů a v komentářích novinářům, kde ji odsoudil jako nepravdivou a falešnou zprávu.
Řada mainstreamových médií označila tuto teorii za nepravdivou, některé ji označily za „směšnou konspirační teorii“ a „nicneříkající příběh“, web Vox popsal, že teorie odpovídá různým narativům kolem první dámy, které vykreslují Melanii buď jako někoho, kdo není ochoten být součástí administrativy, nebo jako někoho, kdo svého manžela nenávidí natolik, že si našel dvojníka, aby ho zastoupil.

## Původ
V roce 2017 publicistka Marina Hydeová z deníku The Guardian prohlásila, že tuto teorii nechtěně zavedla, když na Twitteru napsala: „Jsem naprosto přesvědčená, že Melanii v těchto dnech hraje imitátorka Melanie. Teorie: opustila ho před několika týdny.“ Server Business Insider však odkázal na tweety spekulující o dvojnici z měsíce před tweetem novinářky. Dne 13. října 2017 byl na podporu teorie zveřejněn také příspěvek herečky Andrey Wagner Bartonové na Facebooku, který byl sdílen téměř 100 000krát.
Příspěvky na sociálních sítích diskutující o této teorii si všimly fotografie, na níž Melania vypadá velmi podobně jako žena vyobrazená vedle ní, zřejmě agentka tajné služby, zatímco jiné příspěvky zdůrazňovaly, že Trump nahlas mluvil o „mé ženě Melanii, která je shodou okolností právě tady“.
Dne 14. května 2018 Melania údajně podstoupila embolizaci, což je minimálně invazivní zákrok, při němž se záměrně zablokuje céva, aby se vyléčilo nezhoubné onemocnění ledvin. Zákrok byl údajně úspěšný a proběhl bez komplikací. Během tohoto období se Melania pět týdnů neobjevovala na veřejnosti, přičemž Bílý dům se k její nepřítomnosti po většinu tohoto období rovněž odmítal vyjádřit, což vyvolávalo další teorie. V jednom případě Trump na dotaz ohledně Melanie novinářům z bazénu řekl, že je pozoruje z okna, a ukázal na dotyčné okno, které bylo zjevně prázdné. Po Melaniině údajném návratu do Bílého domu po operaci Trump na Twitteru zveřejnil uvítací zprávu, v níž její jméno chybně uvedl jako „Melanie“.
Alternativní teorie týkající se Melaniina veřejného vystupování, vyslovená po době strávené zotavováním se z operace, zněla, že Melania podstoupila plastickou operaci, pravděpodobně facelift nebo zvětšení prsou, v důsledku čehož vypadala jinak.
Teorie o dvojnici se znovu objevila v červenci 2018, a to v důsledku snímků Melanie vystupující z Air Force One v Bruselu. Teorie byla znovu vznesena v roce 2019 po Trumpově návštěvě postižených míst po tornádu v Alabamě. V televizním pořadu The View se objevil segment o „vlně internetových diskusí o vystoupení bývalé modelky v Alabamě pod hashtagem #fakeMelania.“
Teorie se znovu objevila v říjnu 2020, kdy pozorovatelé našli rozdíly mezi Melanií a ženou, která Trumpa doprovázela na poslední prezidentské debatě. Režisér Zack Bornstein napsal na Twitter: „Jediná věc, která mi bude z této administrativy chybět, je, že vyměňují nové Melanie a jen předstírají, že si toho nevšímáme.“ Bývalý ředitel komunikace Bílého domu Anthony Scaramucci jako by tuto fámu potvrdil, když byl hostem pořadu Have You Been Paying Attention? a prohlásil: „Víte, Michael Cohen, prezidentův právník, trvá na tom, že existuje dvojník, a trvá na tom, že ve skutečnosti ji na kampani občas nahrazuje její sestra...Víte, co se děje? Obvykle je to tehdy, když je s panem Trumpem vidět někdo náklonnější.“

## Odpovědi
Po své cestě do Alabamy v březnu 2018 Donald Trump na Twitteru napsal: „Fake News photoshopem upravené fotky Melanie poháněly konspirační teorie, že to ve skutečnosti není ona po mém boku v Alabamě a na dalších místech.“ Trump neposkytl žádné důkazy o tom, že by fotky byly upraveny photoshopem. Melaniina mluvčí označila segment v pořadu The View za „ostudný“ a „více než malicherný.“
Jedna z vědkyň, profesorka historie na Pensylvánské univerzitě Sophia Rosenfeldová, poznamenala, že konspirační teorie o výměně Melanie navazuje na dlouhou řadu podobných tvrzení známých osobností: „Pornografické pomluvy, v nichž vystupuje sexem posedlá Marie Antoinetta v letech před Francouzskou revolucí, jsou prostě předchůdci dnešních 'zpráv', které tvrdí, že Michelle Obamová nebo Melania Trumpová je ve skutečnosti muž, nebo dvojník, nebo lesba, nebo cokoli jiného chlípného.“